# So Sim-hyang
So Sim-hyang (ur. 1 lipca 1992) – północnokoreańska zapaśniczka w stylu wolnym. Dwukrotna brązowa medalistka mistrzostw świata w 2009 i 2013. Złoto na igrzyskach azjatyckich w 2010. Zdobyła trzy brązowe medale mistrzostw Azji; w 2010 2011 i 2013 roku.